# Stig Håkansson
Stig Håkansson (Suecia, 19 de octubre de 1918-2000) fue un atleta sueco especializado en la prueba de 4 × 100 m, en la que consiguió ser campeón europeo en 1946.

## Carrera deportiva
En el Campeonato Europeo de Atletismo de 1946 ganó la medalla de oro en los relevos de 4x100 metros, llegando a meta en un tiempo de 41.5 segundos, por delante de Francia y Checoslovaquia.